# 貝賀友信

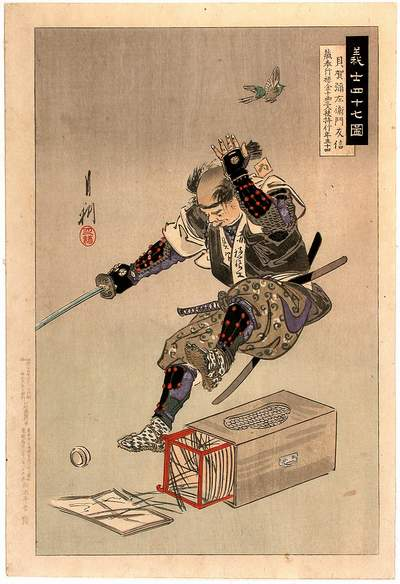
『義士四十七図　貝賀弥左衛門友信』（尾形月耕画）

貝賀 友信（かいが とものぶ、慶安3年（1650年） - 元禄16年2月4日（1703年3月20日））は、江戸時代前期の武士。赤穂浪士四十七士の一人。通称は弥左衛門（やざえもん）。本姓は藤原氏。家紋は重ね扇。

## 生涯
慶安3年（1650年）、赤穂藩浅野家家臣・吉田之貫の二男として誕生。母は貝賀左門女。兄に吉田兼亮がいる。
庶子であるため、寛文元年（1661年）頃に母の弟である貝賀新兵衛（同じく浅野家中）の養子となる。赤穂藩では中小姓・蔵奉行、2石10両3人扶持。妻はいなかったが、妾（おさん）が一人おり、その間に一女（お百）を儲けている。
元禄14年（1701年）3月14日、主君・浅野長矩が江戸城松之大廊下で吉良義央に刃傷に及び、長矩は切腹、赤穂藩は改易となった。城内論争においては友信は家老大石良雄派として行動し、誓紙血判の義盟にも加わる。赤穂城落去後は、浅野家お出入り商人だった京都高倉通り綿屋善右衛門邸に身を寄せた。貝賀は二十六両を借用している。
元禄15年（1702年）7月18日、江戸幕府は閉門中だった浅野長矩の弟・浅野長広の広島浅野宗家への永預けを決定し、浅野家再興は絶望的となった。江戸にいた兄・兼亮は、京都にいた友信へ飛札でこれを知らせ、これを受けた友信が山科の大石良雄へ報告した。また7月28日、大石良雄は京都円山に同志を集めて、吉良義央への仇討ちを決定した（円山会議）。義盟には約120名の元赤穂藩士が加わっていたが、大石は同志の真意を探るために血判状の返却を命じる。その使者となったのが友信と大高忠雄であった。血判状の返還に際して、友信らは、浅野家再興が絶望的となったこと大石は腰抜けであてにならないと伝えて相手の反応を見て、それでも血判状の返還を拒む者に対して仇討ちの真意を伝えたという。
江戸下向後は町人喜八郎として八丁堀湊町の片岡高房借家に入った。同年12月14日の吉良邸討ち入りでは表門隊に属し、門の警戒にあたった。
討ち入り後は松平定直の屋敷へお預けとなる。松山藩では義士を罪人として扱い、厳しい対応をした記録が松平家に多数残る。まだ処分も決まってない時期から、全員の切腹における介錯人まで決めてしまった。
元禄16年（1703年）2月4日、松平家家臣・大島半平の介錯で切腹して果てた。享年54。主君浅野長矩と同じ高輪泉岳寺に葬られた。戒名は刃電石劔信士（にんでんせきけんしんし）。京都の本妙寺にも境内に墓があるが、宝永元年（1704年）、前述の商人善右衛門が建てた、遺骸の埋葬を伴わない供養塔である（同5年（1708年）の宝永の大火で焼失した。現在の新しい石塔は再建されたもの）。